# Koptélovo (poble)
|  | No s'ha de confondre amb Koptélovo. |

Koptélovo (en rus: Коптелово) és un poble de l'óblast de Sverdlovsk, a Rússia, segons el cens del 2010 tenia 1.292 habitants.